# 天行山
天行山（あまぎょうさん）は、徳島県美馬市木屋平にある山。標高は925m。

## 地理
名西郡神山町と旧美馬郡木屋平村を結ぶ川井峠の北方約1kmの地点にある。
川井峠から東宮山を経て、神山町の木屋平村との境界線をなしつつ「つ」の字型に奥野々山まで続く山稜から400mほど木屋平村に寄る。
頂上付近は原生林に覆われている。山頂に近い洞窟には砂岩に彫られた本尊の弘法大師座像がある。山腹の垢離取川から天行院（大師庵）まで約200mの間、3m幅の石段がまっすぐに作られている。